# Momar N’Diaye
Momar Ramon N’Diaye (* 13. Juli 1987 in Yeumbeul, Senegal) ist ein senegalesisch-französischer Fußballspieler.

## Karriere
N’Diaye spielte als Jugendlicher für UC Génération Foot in Dakar im Senegal und wechselte 2003 zum französischen Verein FC Metz, bei dem auch seine Cousins Ibrahima und Babacar Guèye spielten. Von dort wurde er in der Saison 2008/09 an den LB Châteauroux ausgeliehen. Am 21. Januar 2010 wechselte er von Metz zum deutschen Zweitligisten Rot Weiss Ahlen, wo er jedoch nach sechs Einsätzen verletzungsbedingt aussetzen musste. Nach einem halben Jahr bei dem Verein, der aus der 2. Bundesliga abstieg, unterschrieb er zur Saison 2010/11 einen Zweijahresvertrag beim Zweitligisten FSV Frankfurt. Dort kam er am zweiten Spieltag erstmals zum Einsatz und erzielte bei seinem dritten Einsatz, beim Auswärtsspiel in Karlsruhe, sein erstes Tor für die Bornheimer. In den zwei Jahren, die er für den FSV spielte, zählte N’Diaye nur phasenweise zur Stammformation, lediglich in 15 seiner insgesamt 38 Einsätze zählte er zur Startelf. Sein im Sommer 2012 auslaufender Vertrag wurde schließlich nicht verlängert und er wechselte, nach zuvor erfolglosem Probetraining beim deutschen Zweitligaabsteiger Hansa Rostock, nach China zu Beijing Baxy. Nach einer Saison in China war er zunächst lang ohne neuen Verein und er wechselte im Sommer 2014 nach Italien zum SF Aversa Normanna und in der Winterpause weiter zu Louhans-Cuiseaux FC. Zum Start der Saison 2015/16 unterschrieb er beim luxemburgischen Erstligisten Jeunesse Esch und erzielte dort 24 Tore in 25 Spiele. Anschließend wechselte er zum Ligakonkurrenten und luxemburgischen Meister F91 Düdelingen. Nachdem er hier nur sporadisch zum Einsatz gekommen war, wechselte er nach nur einer Spielzeit zurück zu Jeunesse Esch. Hier erzielte der Stürmer in zwei Spielzeiten 20 Tore. Im Sommer 2019 ging er dann weiter zum BGL-Ligue-Aufsteiger FC Rodingen 91. Nach vier Jahren dort wechselte er 2023 weiter zum französischen Amateurverein CS Blénod.

### Nationalmannschaft
Der Stürmer absolvierte am 12. November 2005 ein A-Länderspiel für den Senegal im Alter von 18 Jahren; bei der Begegnung in Südafrika gelang ihm sogar der 3:2-Siegtreffer in der Nachspielzeit.

### Erfolge
- Luxemburgischer Meister: 2017
- Luxemburgischer Pokalsieger: 2017
- Luxemburgischer Ligapokalsieger: 2016

## Sonstiges
Momars jüngerer Bruder Djibril N'Diaye (* 12. Dezember 1989) ist ebenfalls Fußballspieler und steht seit dem Sommer 2020 beim deutschen Oberligisten Rostocker FC unter Vertrag. Ein weiteres Familienmitglied ist Cousin Babacar Guèye (* 2. März 1986), der früher bei Alemannia Aachen und dem FSV Frankfurt aktiv war.